# Ясное (Ровненская область)
Ясное (укр. Ясне) — село в Бугринской сельской общине Ровненского района Ровненской области Украины.
До 2020 года входило в Гощанский район.
Население по переписи 2001 года составляло 133 человека. Почтовый индекс — 35440. Телефонный код — 36-50. Код КОАТУУ — 5621285905.